# Klemen Belhar
Klemen Belhar, svetovalec, predavatelj, gorski reševalec, * 31. 10. 1973
Življenje in delo
Osnovno šolo je obiskoval v Tržiču. Leta 1992 je zaključil Gimnazijo Kranj in pridobil naziv Računalniški tehnik. Sprva je študiral na Višji upravni šoli. Diplomiral je na Teološki fakulteti Univerze v Ljubljani. Med študijem je bil predsednik Študentskega sveta fakultete in član Študentskega sveta Univerze v Ljubljani. Podiplomski študij je nadaljeval na ISH in Fakulteti za humanistične študije Univerze na Primorskem, kjer je doktorand na smeri Antropologija.
Kot predavatelj in učitelj retorike je deloval na Šoli retorike med leti 2001 in 2011. V tem času je napisal priročnika Nastop na televiziji in Povej & pokaži. Bil je urednik zbirke priročnikov in strokovnih knjig Traditio lampadis. V letih 2012 – 2015 je bil direktor in vodja izobraževanja v podjetju Kubuk d.o.o., kjer je strokovno deloval kot svetovalec in trener poslovnih veščin. Od leta 2015 deluje kot samostojni svetovalec, trener in ekspert. Od leta 2012 je kot ekspert sodeloval pri projektih reform državnih uprav, zlasti njihovih notranjih izobraževalnih sistemov. Udeležen je bil na več projektih v Bosni in Hercegovini, Črni Gori, Ukrajini in Turkmenistanu.
Med leti 2006 in 2009 je bil urednik revije Kinotečnik in pisec člankov o filmih. Bil je tudi član programske komisije Filmskega sklada. 
Od leta 2002 je član Gorske reševalne službe. Od leta 2014 je član Komisije za informiranje in analize. Znan je tudi kot član alpinist ter alpinistični in turni smučar. 
Znan je tudi kot okoljevarstveni in politični aktivist. Bil je udeležen v mnogih okoljevarstvenih akcijah od leta 1987 naprej. Leta 2018 je bil med ključnimi organizatorji akcije Očistimo Slovenijo 2018. Kot družbeni in politični aktivist je sodeloval v številnih akcijah. Od leta 2014 je občinski svetnik v Občini Tržič.
Knjižna dela
2007. Nastop na televiziji. Ljubljana: Šola retorike, 2007.
2010. Povej & pokaži: črna knjiga o powerpointu. Ljubljana: Šola retorike, 2010.